# Copa espanyola de futbol sala de la RFEF
El Campionat d'Espanya de futbol sala de la RFEF, anomenat posteriorment Copa d'Espanya de futbol sala des de 1984, fou una competició esportiva de clubs espanyols de futbol sala. De caràcter anual, fou organitzada per l'Associació Espanyola de Clubs de Futbol Sala (AECFS) de la Reial Federació Espanyola de Futbol. És considerat el primer campionat oficial de futbol sala a l'Estat espanyol, però degut al desacord amb la Federació Espanyola de Futbol Sala, des de l'any 1985 se celebraren dues competicions amb diferents reglaments i equips. Per aquest motiu, només hi participaven els clubs federats a la RFEF. Hi competien en diferents fases de classificació i els quatre semifinalistes disputaven una fase final en una seu neutral. El guanyador de la competició era declarat campió d'Espanya de futbol sala.
Durant els primers anys, el dominador de la competició fou l'Inter Fútbol Sala, que guanyà les tres primeres edicions de forma consecutiva (1980, 1981, 1982). Tanmateix, el desembre de 1982 l'equip madrileny abandonà el campionat després que el seu president, José María García, denunciés irregularitats arbitrals. Juntament amb altres clubs crearen una associació paral·lela, l'ASOFUSA, i disputaren les competicions organitzades per la Federació Espanyola de Futbol Sala (FEFS). Aquesta circumstància propicià que altres clubs guanyessin el torneig. Destacà els dos títols aconseguits per l'Egasa Chaston (1985, 1988) i, en l'àmbit català, el Club Nàutic Castelldefels (1984), la Palma de Cervelló (1987) i el Futbol Club Barcelona (1989) es proclamaren campions de la competició. El juliol de 1989 se celebrà la darrera edició, ja que dies abans l'AECFS i l'ASOFUSA decidiren fusionar les dues competicions i crearen la Lliga Nacional de Futbol Sala, com a nou òrgan dirigent del futbol sala professional a l'Estat. El campionat fou substituït per un nou torneig, la Copa d'Espanya de futbol sala.

## Historial
| En negreta = Equip guanyador (prò.) = Pròrroga (p.) = Penals (1) = Nombre de títols Nota: Noms dels equips segons l'època. |

| Edició | Temp.   | Data       | Campió                      | Resultat      | Subcampió               | Seu                                         | refs.                |
| ------ | ------- | ---------- | --------------------------- | ------------- | ----------------------- | ------------------------------------------- | -------------------- |
| I      | 1979-80 | 28-06-1980 | Interviu Hora XXV (1)       | 5-4 (prò.)    | CD Discocentro València | Pavelló de Magariños, Madrid                | [ 5 ]                |
| II     | 1980-81 | 04-07-1981 | Interviu Hora XXV (2)       | 2-1           | Buenos Aires            | Palau d'Esports, La Corunya                 | [ 6 ]                |
| III    | 1981-82 | 05-06-1982 | Interviu Lloyd's (3)        | 4-3           | FC Barcelona            | Pavelló de Santa Coloma de Gramenet         | [ 7 ] [ 2 ]          |
| IV     | 1982-83 | 03-07-1983 | Unión Sport (1)             | 2-1           | Egasa Chaston           | Pavelló d'Esports de Tarazona               | [ 8 ] [ 9 ]          |
| V      | 1983-84 | 24-06-1984 | Nàutic-Kerzo (1)            | 4-4 (3-1, p.) | Tradehí Oviedo          | Pavelló Municipal de Revilla de Camargo     | [ 10 ] [ 11 ]        |
| VI     | 1984-85 | 06-07-1985 | CD Sumarsa (1)              | 3-2           | Asessa                  | Pavelló Municipal d'Esports, Almeria        | [ 12 ] [ 13 ]        |
| VII    | 1985-86 | 01-06-1986 | Egasa Chaston (1)           | 3-0           | UE La Palma de Cervelló | Pavelló Carlos García San Román, Las Palmas | [ 14 ] [ 15 ] [ 16 ] |
| VIII   | 1986-87 | 21-06-1987 | UE La Palma de Cervelló (1) | 5-4           | CD Sumarsa              | Pavelló Can Roca, Castelldefels             | [ 17 ]               |
| IX     | 1987-88 | 02-07-1988 | Egasa Chaston (2)           | 2-2 (p.)      | CD Sumarsa              | Pavelló de Santa Coloma de Gramenet         | [ 18 ]               |
| X      | 1988-89 | 02-07-1989 | FC Barcelona (1)            | 2-2 (p.)      | Alminafour-Ceuta        | Pavelló La Libertad, Ceuta                  | [ 19 ]               |

## Palmarès
| Equip                     | Campió | Subcampió | Finals | Anys campió      | Anys subcampió |
| ------------------------- | ------ | --------- | ------ | ---------------- | -------------- |
| Interviú Fútbol Sala      | 3      | 0         | 3      | 1980, 1981, 1982 | –              |
| Chaston Fútbol Sala       | 2      | 1         | 3      | 1986, 1988       | 1983           |
| Club Deportivo Sumarsa    | 1      | 2         | 3      | 1985             | 1987, 1988     |
| UE La Palma de Cervelló   | 1      | 1         | 2      | 1987             | 1986           |
| Futbol Club Barcelona     | 1      | 1         | 2      | 1989             | 1982           |
| Unión Sport               | 1      | 0         | 1      | 1983             | –              |
| Club Nàutic Castelldefels | 1      | 0         | 1      | 1984             | –              |